# بنای ریجاب
بنای ریجاب مربوط به دوره ایلخانی است و در شهرستان دالاهو، بخش مرکزی، ۱ کیلومتری شمال شرق روستای شالان واقع شده و این اثر در تاریخ ۲۶ اسفند ۱۳۸۶ با شمارهٔ ثبت ۲۱۷۹۷ به‌عنوان یکی از آثار ملی ایران به ثبت رسیده‌است.